# پاتریک دورگو
پاتریک دورگو (انگلیسی: Patrick Dorgu؛ زادهٔ ۲۶ اکتبر ۲۰۰۴) بازیکن فوتبال اهل قلمروی دانمارک است که در حال حاضر برای باشگاه فوتبال منچستریونایتد بازی می‌کند. و تیم سابق ایشان لچه می‌باشد
وی همچنین در تیم‌های ملی فوتبال زیر ۱۸، زیر ۱۹، زیر ۲۰ و زیر ۲۱ سال دانمارک بازی کرده است.